# Cosme II de Médici

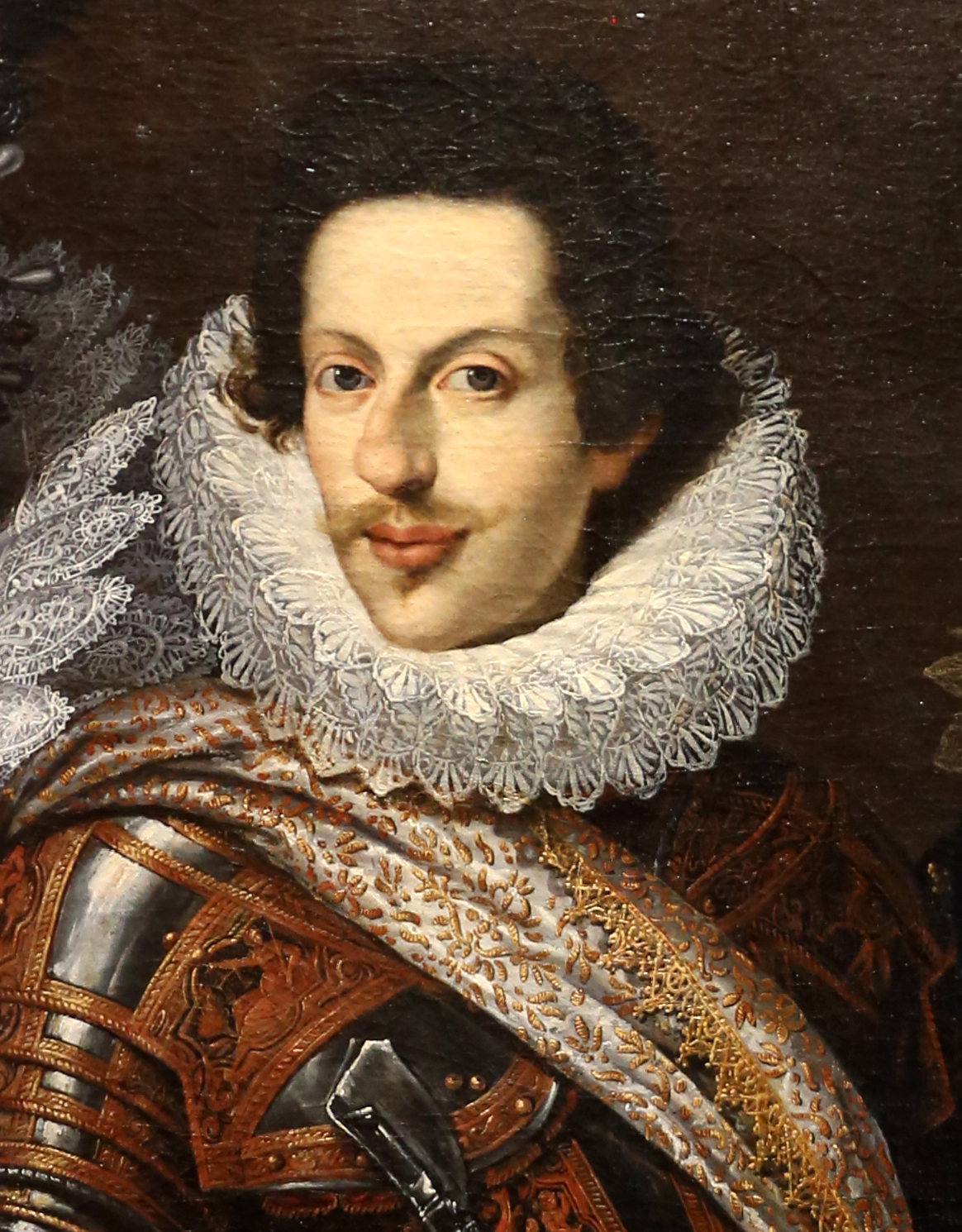
Cosme II de Médici, IV gran duque de Toscana, por Justus Sustermans.

Cosme II de Médici (en italiano, Cosimo II. de’ Medici; Florencia, 12 de mayo de 1590-ibidem, 28 de febrero de 1621) gobernó como IV gran duque de Toscana desde 1609 hasta 1621.
Fue el hijo mayor de Fernando I de Médici, gran duque de Toscana, y de Cristina de Lorena. Débil y enfermizo, hizo cerrar el banco de los Médici, fuente de riqueza de la familia. Protegió sin embargo a Galileo Galilei, su antiguo maestro. A su muerte, su madre, Cristina de Lorena, y su mujer, María Magdalena de Austria, se disputaron la regencia, y, extremadamente devotas como eran, favorecieron la investigación que condenó a Galileo.

## Biografía
Desde temprana edad recibió una educación moderna y científica, basada en proporcionarle un amplio conocimiento en todos los campos, experimentando en particular con la cultura clásica, la cosmografía, el dibujo, las matemáticas, la mecánica, la danza, así como el estudio de diferentes idiomas como alemán y castellano, que hablaba con fluidez.
Entre 1605 y 1608, Galileo Galilei también fue tutor y este fue el comienzo de una gran amistad que duró hasta la muerte prematura de Cosme II. En 1606, Galilei dedicó sus "Operaciones de la brújula geométrica y militar", un tratado sobre el uso y la utilidad de la brújula. Cosme también recibió una preparación militar y caballeresca adecuada bajo la guía de Silvio Piccolomini, un gran agente de la Orden de Santo Stefano y un ex-general de la artillería gran ducal, quien lo inició a montar a caballo y cazar. Sus otros maestros en su juventud fueron el erudito sienés Celso Cittadini y el florentino Piero di Giovanni Francesco Rucellai.
Su padre Fernando, siempre buscando un equilibrio entre Francia y España, que se había casado con una princesa francesa, eligió a la hermana de la reina de España, la archiduquesa María Magdalena de Austria, como la novia del joven Cosme. El matrimonio, celebrado con gran pompa en Florencia en 1608, estaba feliz y contento por el nacimiento de ocho hijos. La ceremonia fue seguida por la representación de los Argonautics directamente en las aguas del Arno.
En 1609, Fernando murió y su hijo llegó al trono con apenas 19 años. Sin embargo, su salud ya estaba debilitada por la tuberculosis y el nuevo gran duque, consciente de su propia debilidad física y desde el inicio de una enfermedad estomacal desde 1614, delegó gran parte de los asuntos de estado al primer ministro Belisario Vinta y a muchos familiares poderosos en la corte, incluida su esposa, su hermano Francisco, su tío Giovanni (hijo natural de Cosme I) y, sobre todo, su madre.
El mérito del gran duque, consciente de sus propias malas condiciones de salud, fue fomentar el nacimiento de una colaboración entre los numerosos niños, para que el hijo mayor, Fernando II de Medici, "no enfrentara el pesado legado del autogobierno". Además, Cosme II dio instrucciones precisas para la próxima regencia (no asignaciones a extranjeros, no mantener confesores en la corte que no fueran franciscanos, no tocar el tesoro gran ducal), confiados a su madre, Cristina, y su esposa, María Magdalena, hasta la mayoría de edad del príncipe heredero Fernando, quien, sin embargo, no era respetado por las dos mujeres.
Cosme II siempre mantuvo un gran interés en la ciencia y fue amigo y protector de Galileo Galilei. En 1610, el científico pisano fue llamado a su tierra natal, donde obtuvo una cátedra en la Universidad de Pisa, sin conferencias, y fue nombrado filósofo y matemático de corte. En esta ocasión, Galileo pensó bien en agradecer al gran duque que le dedicó el "Sidereus Nuncius" y llamó a "medicea sidera" (asteri medicei) los cuatro satélites de Júpiter descubiertos por él. En 1616, con motivo de un primer intento de la Inquisición para condenar al científico, Cosme II estaba decidido a restar el famoso tema de la justicia romana.

## Política exterior
La política exterior bajo el reinado de Cosme II fue un continuo malabarismo entre España y Francia en un intento de no entrar en ningún conflicto, pero con malos resultados. De hecho, Cosme II se vio obligado a hacer donaciones tanto en tropas como en dinero a favor de los españoles y a su sobrino, Fernando Gonzaga: en 1613, durante la primera invasión de Carlos Manuel I de Saboya a Montferrato, Cosme II se comprometió a enviar ayuda militar a los Gonzaga, pero los contingentes toscanos fueron bloqueados por la intervención de César de Este y el papa Paulo V en sus tierras, llegando tarde al campo de batalla cuando terminaron los enfrentamientos. Posteriormente (1614-18), prestó dinero y hombres a los españoles durante las guerras libradas por el Ducado de Milán una vez más contra Carlos Manuel de Saboya, en cumplimiento de una sujeción feudal que tenía hacia España. En 1617, tomó la decisión de intervenir por segunda vez junto a Fernando Gonzaga con motivo de la segunda invasión de Saboya a Montferrato.
También en 1617, Cosme II fue llamado a intervenir en la crisis de relaciones que estalló entre el rey Luis XIII de Francia y su madre, María de Médici, en relación con el asesinato del consejero francés de origen toscano Concino Concini. El gobernante francés solicitó la confiscación de la propiedad que la familia Concini poseía en Florencia a la muerte del traidor, una solicitud a la que Cosme II no pudo oponerse, pero cuando el rey de Francia decidió deliberadamente capturar algunos barcos toscanos amarrados en Provenza como una señal de represalia, Cosme procedió a la confiscación de los provenzales estacionados en Livorno.
En 1619, el gran duque obtuvo la solicitud de ayuda del emperador y para él logró reclutar un regimiento para enviarlo a Alemania a expensas del estado toscano que, aunque no demostró ser decisivo en la guerra de los Treinta Años, fue el pretexto para Cosme para aspirar a la asignación del feudo de Piombino. Sin embargo, ya en 1621, el regimiento fue destituido por la corte imperial y con este acto las expectativas de Cosme II también terminaron.
En un intento de perseguir el sentimiento anti-otomano en el ideal cristiano de una nueva cruzada contra los turcos y abrir nuevas rutas comerciales, participó con la marina toscana en algunas expediciones en el norte de África que llevaron a la conquista de la fortaleza de Disto en Negroponte. Intentó desde 1609 apoyar al Sha de Persia, Abás el Grande, en su intento de socavar el Imperio otomano, pero una vez más esta operación no tuvo éxito también debido a las dudas del propio Cosme II, que no se sentía listo para librar una guerra contra los otomanos sin haber escuchado primero la opinión del papa y de España al respecto.
A pesar de estas complicaciones en el ámbito internacional, el gobierno de Cosme II fue sabio e inteligente y aseguró a Toscana un período de bienestar económico y crecimiento de la población, a pesar de algunos años de malas cosechas.

## Política interna
Cosme II se dedicó al desarrollo de la flota toscana, dirigida por el almirante Jacopo Inghirami, quien en esos años se distinguió en algunas acciones contra la flota otomana y a la mejora del puerto de Livorno. Adquirió los feudos de Scansano y Castellottieri (Sorano) en Maremma, además de los de Terrarossa en Lunigiana, pero tuvo que abandonar sus intenciones sobre el Principado de Piombino, tras la muerte de Jacopo VII Appiani en 1603 (operaciones de recuperación de los territorios ya iniciadas por su padre, Fernando I). El principado pasó a Isabella Appiani en 1611 y a su esposo, Giorgio Mendoza, conde de Binasco, que quería garantizar la sucesión de su familia una vez que su esposa murió. Cosme II, decepcionado por el comportamiento del emperador, que parecía favorecer la investidura de otros en lugar de a sí mismo, renunció a la posesión de Elba incluso cuando el soberano del Sacro Imperio Romano Germánico se lo ofreció en forma de una promesa de préstamo de 500.000 ducados.

## Descendencia
Se casó con María Magdalena de Austria (7 de octubre de 1589-1 de noviembre de 1631) el 19 de octubre de 1608. Ella era hija del archiduque austríaco Carlos II de Estiria y de María Ana de Baviera. Tuvieron los siguientes hijos:
- María Cristina (24 de agosto de 1609- 9 de agosto de 1632)
- Fernando II (7 de febrero de 1610-6 de marzo de 1694), gran duque de Toscana. Se casó con Victoria della Rovere, hija de Federico Ubaldo della Rovere, duque de Urbino.
- Giovan Carlo (24 de julio de 1611-23 de enero de 1663), que se hizo cardenal en 1644.
- Margarita (31 de mayo de 1612-6 de febrero de 1679), quien se casó el 11 de octubre de 1628 con Eduardo I Farnesio, duque de Parma (1612-1646).
- Matías (9 de abril de 1613-14 de octubre de 1667).
- Francisco (16 de octubre de 1614-25 de julio de 1634).
- Ana (21 de julio de 1616-11 de septiembre de 1676), que se casó el 10 de junio de 1646 con Fernando Carlos, archiduque de Austria (1628-1672).
- Leopoldo (6 de noviembre de 1617-10 de noviembre de 1675), se hizo cardenal en 1667.

Fue sucedido por su hijo mayor, que reinó como Fernando II de Médici.

## Ancestros
| Cosme II de Médici | Padre: Fernando I de Médici | Abuelo paterno: Cosme I de Médici        | Bisabuelo paterno: Juan de Médici          |
| Cosme II de Médici | Padre: Fernando I de Médici | Abuelo paterno: Cosme I de Médici        | Bisabuela paterna: María Salviati          |
| Cosme II de Médici | Padre: Fernando I de Médici | Abuela paterna: Leonor Álvarez de Toledo | Bisabuelo paterno: Pedro de Toledo         |
| Cosme II de Médici | Padre: Fernando I de Médici | Abuela paterna: Leonor Álvarez de Toledo | Bisabuela paterna: María Osorio y Pimentel |
| Cosme II de Médici | Madre: Cristina de Lorena   | Abuelo materno: Carlos III de Lorena     | Bisabuelo materno: Francisco I de Lorena   |
| Cosme II de Médici | Madre: Cristina de Lorena   | Abuelo materno: Carlos III de Lorena     | Bisabuela materna: Cristina de Dinamarca   |
| Cosme II de Médici | Madre: Cristina de Lorena   | Abuela materna: Claudia de Francia       | Bisabuelo materno: Enrique II de Francia   |
| Cosme II de Médici | Madre: Cristina de Lorena   | Abuela materna: Claudia de Francia       | Bisabuela materna: Catalina de Médici      |